# Hipotensió arterial
Tant en la fisiologia com en la medicina la hipotensió arterial és la pressió arterial anormalment baixa. No es considera una malaltia sinó un estat fisiològic o bé un trastorn (com en el xoc circulatori). La hipotensió arterial és el contrari de la hipertensió arterial, que és la pressió arterial anormalment alta. La pressió arterial és la força que exerceix la sang contra les parets de les artèries quan el cor bomba la sang cap a fora. Si és menor del normal s'anomena pressió arterial baixa o hipotensió. Es considera hipotensió la pressió arterial sistòlica inferior a 90 mm de mercuri (mm Hg) o diastòlica inferior a 40 mm Hg. No obstant això, en la pràctica no es considera que la pressió arterial és massa baixa si no hi ha símptomes remarcables.

## Signes i símptomes
El símptoma principal de la hipotensió arterial és el mareig o l'atordiment. Si la pressió arterial és prou baixa, es produeix un desmai.

## Causes
Les causes de la pressió arterial baixa poden ser degudes a canvis hormonals, efectes adversos dels medicaments, el cor i a problemes endocrins.
HipovolèmiaReducció del volum de la sang (que pot progressar a xoc hipovolèmic):
- Hemorràgia.
- Deshidratació per pèrdua excessiva de líquids o manca d'ingesta:
  - Diarrea.
  - Vòmits.
  - Febre alta.

- Ús excessiu de diürètics.
- Altres medicaments poden produir hipotensió per mecanismes diferents.

Insuficiència cardíacaLa disminució del cabal cardíac tot i el volum normal (que pot progressar a xoc cardiogènic) de la sang causat per:
- Insuficiència cardíaca congestiva severa,
- Infart miocardíac.
- Bradicàrdia.
- Algunes arrítmies.
- Blocador d'adrenoreceptors beta en disminuir el ritme cardíac i disminuint la capacitat de bombament del múscul cardíac.
- Varis tipus de meditació i/o altres disciplines psicofisiològiques poden crear efectes hipotensors temporals.

VasodilatacióPer insuficiència de constricció dels vasos sanguinis de resistència (sobretot les arterioles): 
- Disminució de l'activitat del sistema nerviós simpàtic o de l'augment de l'activitat del sistema nerviós parasimpàtic:
  - Dolor intens.
  - Traumatisme cranial.
  - Lesió cerebral o de la medul·la espinal.
  - Disautonomia (amb hipotensió ortostàtica), malaltia d'Addison, síndrome d'Ehlers-Danlos.
  - Anormalitat intrínseca en el funcionament del sistema nerviós autònom.

- Sèpsia.
- Anafilaxi.
- Fàrmacs:
  - Nitrats d'alquil: isososorbida, nitroglicerina.
  - Blocadors dels canals de calci.
  - Inhibidors de l'enzim conversiu de l'angiotensina (IECA).
  - Molts agents i tècniques anestèsiques, com l'anestesia espinal i la majoria dels agents inhalatoris.

## Fisiopatologia
La pressió sanguínia està constantment regulada pel sistema nerviós autònom, mitjançant una elaborada xarxa de receptors sensorials, nervis i hormones que equilibren els efectes del sistema nerviós simpàtic, que tendeix a elevar la pressió arterial i del sistema nerviós parasimpàtic que tendeix a reduir-la. La capacitat de compensació vasta i ràpida capacitat de compensació del sistema nerviós autònom permet als individus normals mantenir una pressió sanguínia acceptable en una àmplia gamma d'activitats i en moltes malalties.

## Síndromes
La hipotensió ortostàtica, també anomenada hipotensió postural, és una forma comuna de pressió arterial baixa. Es produeix després d'un canvi de posició del cos, generalment quan una persona s'aixeca des d'una posició d'assegut o ficat al llit. En general és transitòria i representa un retard en la capacitat normal de compensació del sistema nerviós autònom. Es presenta amb freqüència en la hipovolèmia i com a resultat de diversos medicaments. La hipotensió ortostàtica és present quan hi ha una caiguda en 20 mm Hg de pressió sistòlica i de vegades una caiguda de 10 mm Hg en la diastòlica i un augment de 20 batecs per minut en la freqüència cardíaca.
La síncope neurocardiogènica és una forma de disautonomia caracteritzada per una disminució inadequada de la pressió arterial mentre s'està dempeus. Aquesta síncope es relaciona amb la síncope vasovagal, ja que ambdós es produeixen a conseqüència de l'augment de l'activitat del nervi vague, el pilar del sistema nerviós parasimpàtic.
Una altra, tot i que més rara, és la hipotensió postprandial, que es produeix de 30 a 70 minuts després de menjar àpats importants. Quan una gran quantitat de la sang es desvia cap a l'intestí per facilitar la digestió i l'absorció, el cos ha d'augmentar el cabal cardíac i la vasoconstricció perifèrica per tal de mantenir la pressió arterial suficient per perfondre els òrgans vitals, com ara el cervell. Es creu que la hipotensió postprandial és causada per una disminució de la capacitat de compensació del sistema nerviós autònom, a causa de l'envelliment o d'un trastorn específic.

## Tractament
El tractament de la hipotensió depèn de la seva causa. La hipotensió crònica rarament existeix més que com a símptoma. La hipotensió asimptomàtica en persones sanes no sol requerir tractament. Un suplement d'electròlits a una dieta pot alleujar els símptomes d'hipotensió lleu. En els casos lleus, el decúbit dorsal (cap per amunt) i l'aixecament de les cames augmenta el retorn venós, posant més sang a disposició dels òrgans crítics al pit i al cap. La posició de Trendelenburg, encara utilitzada històricament, ja no es recomana.
El tractament de la hipotensió sempre segueix els primers quatre passos següents. Els resultats, en termes de mortalitat, estan directament vinculats a la velocitat en què la hipotensió es corregeix. Entre parèntesis es mostren els mètodes que encara estan sota estudi, i punts de referència per avaluar el progrés en la correcció de la hipotensió.
1. Recuperació del volum (usualment amb fluids cristal·loides)
2. Suport de la pressió (amb noradrenalina)
3. Assegurar la perfusió tissular adequada (mantenir SvO2 >70 amb l'ús de sang o dobutamina)
4. Abordar el problema (és a dir, els antibiòtics per a la infecció, stent o cirurgia per l'infart, els esteroides per la insuficiència suprarenal, etc.)